# Lennart Stigmark
Lennart Stigmark, född den 5 januari 1913 i Helsingborg, död 12 augusti 1991 i Staffanstorp, var en svensk fysiker samt professor i tillämpad elektronik vid Lunds Tekniska Högskola. 
Stigmark disputerade vid fysiska institutionen vid Lunds Universitet 1952 med doktorsavhandlingen A precise determination of the charge of the electron from the shot noise. Han blev sedan den förste att erhålla professur i tillämpad elektronik vid Lunds Tekniska Högskola. 1959 blev han invald i Kungliga Fysiografiska Sällskapet, och 1968 valdes han till dekanus på sektionen för eletroteknik, LTH. 1979 emeriterades han.